# Interplay Jazz Duo
Interplay Jazz Duo – polski zespół jazzowy założony w 2010 r. przez pianistę Kamila Urbańskiego i basistę Jędrzeja Łaciaka.

Na repertuar duo składają się kompozycje własne członków zespołu oraz aranżacje standardów jazzowych.
Interplay Jazz Duo to formacja wielokrotnie nagradzana, m.in. Nagrodą Akademii Fonograficznej Fryderyk 2013, czy Grand Prix Konkursu Lotos Jazz Festival 14. Bielskiej Zadymki Jazzowej 2012. W uzasadnieniu tej ostatniej nagrody niezwykle pozytywnie o zespole wypowiadała się amerykańska kompozytorka, przewodnicząca jury konkursu Maria Schneider: "To bardzo oryginalna koncepcja, niczego takiego wcześniej nie słyszałam. These two guys in a duo - how well they know each other, and they know the music that they're playing. The way they play together is very impressive!".

## Styl
Duo realizuje koncepcję gry, która zawiera się w nazwie zespołu - Interplay (ang. interakcja, wzajemne oddziaływanie), "czyli współpraca, współdziałanie, współbrzmienie, wszystko to, co jest istotą jazzu. Dialog, wzajemne słuchanie się, wyczuwanie, reagowanie, akcja i reakcja".
Muzyka Interplay Jazz Duo "brzmi intrygująco i świeżo – oryginalność (rzadko spotykany skład, wysmakowana harmonia, brzmienie i dalekie od schematów formy utworów) jest chyba najważniejszą cechą całego projektu. Inną właściwością muzyki jest jednolitość i płynność narracji (…), precyzja (…), sposób rozplanowania formy, sterowanie czasem".

## Nagrody
- 2013: Nagroda Akademii Fonograficznej Fryderyk 2013 za album Interplay Jazz Duo w kategorii Muzyka Jazzowa – Debiut Roku
- 2012: Główna Nagroda Konkursu Lotos Jazz Festival 14. Bielskiej Zadymki Jazzowej – Aniołek Jazzowy
- 2011: III miejsce w konkursie 4th Azoty Tarnów International Jazz Contest
- 2011: II Nagroda w konkursie Powiew Młodego Jazzu podczas X Międzynarodowego Krokus Jazz Festiwal
- 2011: Wyróżnienie Specjalne podczas konkursu Nadzieje Warszawy 2011, Tygmont
- 2011: III Nagroda i Wyróżnienie Specjalne na 47. Wrocławskim Festiwalu Jazzowym Jazz nad Odrą 2011

## Dyskografia
- 2012: Interplay Jazz Duo (Radio Katowice SA)
- 2012: Jaki piękny jest świat Juniors Band i Stanisław Soyka (Interplay w sekcji rytmicznej big-bandu pod dyrekcją Mirosława Gęborka) (Targi Kielce)